# Pandemia di COVID-19 in Bhutan
Il primo caso della pandemia di COVID-19 in Bhutan è stato confermato il 6 marzo 2020, si trattava di un 76enne turista americano. Il primo decesso è stato confermato il 7 gennaio 2021, quello di un 34enne con patologie pregresse, seguito da altri due decessi a luglio ed agosto 2021. Il Paese ha il minor tasso di letalità apparente con COVID-19 al mondo (0.05%). A marzo 2021 il Paese ha vaccinato con la prima dose il 93% della popolazione adulta in meno di due settimane e a luglio 2021 il 90% con la seconda dose in una settimana, senza obblighi vaccinali. Ciononostante, ha raggiunto il picco assoluto di nuovi casi a fine maggio 2021.
Il 5 maggio 2023, l'Organizzazione mondiale della sanità dichiara ufficialmente la fine della pandemia.

## Antefatti
Il 12 gennaio 2020, l'Organizzazione mondiale della sanità (OMS) ha confermato che un nuovo coronavirus era la causa di una malattia respiratoria in un gruppo di persone nella città di Wuhan, nella provincia cinese di Hubei, dato che è stato riferito all'OMS il 31 dicembre 2019.
Il tasso di mortalità per COVID-19 è stato molto più basso della SARS del 2003, ma la trasmissione è stata significativamente maggiore, portando ad un bilancio totale delle vittime più alto.